# Sabirli
Sabirli är en ort i Azerbajdzjan.   Den ligger i distriktet Şamaxı Rayonu, i den centrala delen av landet, 110 km väster om huvudstaden Baku. Sabirli ligger 690 meter över havet och antalet invånare är 380.
Terrängen runt Sabirli är huvudsakligen kuperad, men åt nordost är den platt. Närmaste större samhälle är Shamakhi, 9,2 km norr om Sabirli.
Trakten runt Sabirli består till största delen av jordbruksmark. Runt Sabirli är det ganska glesbefolkat, med 31 invånare per kvadratkilometer.